# Accidente aéreo del Cessna 208 Caravan de Línea Turística Aereotuy
Era un vuelo de pasajeros turísticos, desde el Aeropuerto Parque Nacional Canaima, hacia el Aeropuerto Nacional Tomás de Heres, el vuelo se estrelló contra un terraplén al final de aeropuerto, lamentablemente un niño falleció en el accidente y 10 pasajeros resultaron heridos.

## Aeronave
La aeronave Cessna 208 Caravan fue comprada por Línea Turística Aereotuy, para vuelos STOL, la aeronave tenía un aproximado de 2 años de antigüedad en la aerolínea.

## Accidente
El vuelo tenía que despegar desde el Aeropuerto Parque Nacional Canaima, hacia el Aeropuerto Nacional Tomás de Heres, el vuelo intento despegar del aeropuerto con condiciones climáticas severas, ese día había fuerte viento en el aeropuerto, pero no se le consideraba peligro para la aeronave, minutos después de hacer la revisión predespegue, la aeronave se dirige al comienzo de la pista del aeropuerto, luego el vuelo comienza su recorrido en la pista, pero cuándo el piloto intenta levantar el avión, el vuelo repentinamente se inclina hacia la derecha golpeando con el ala la pista, el capitán logra poner a la aeronave en la pista, pero la aeronave se sigue inclinando hacia la derecha, el capitán intenta desacelerar, hasta que finalmente lo logra pero el vuelo se sale de la pista y impacta un terraplén al final del aeropuerto.

## Pasajeros
En el vuelo había 10 pasajeros y 2 miembros de la tripulación, el capitán tenía 34 años, el copiloto tenía 21 años, se esperaba que el vuelo despegaría un día antes del accidente, pero se retrasó por el servicio de mantenimiento que le darían a la aeronave.

## Investigación
Los Investigadores de la Junta Investigadora de Accidentes de Aviación Civil (JIAAC), dio la  conclusión del accidente 
 "El accidente se produjo como consecuencia de la imposibilidad de la aeronave, de efectuar el despegue efectivo, la aeronave fue afectada por el viento de cola y  las grandes lagunas que cubrían parte de la pista fueron un factor que fue contribuyente para el viento de cola, y eso no permitió acelerara la aeronave, impactando contra el terreno.
Se considera que la causa más probable del accidente, fue la mala gestión de la tripulación al mando, en el sentido de no haber hecho la planificación y análisis adecuado, aunado al exceso de confianza y la falta de identificación de las condiciones existentes, potencialmente peligrosas en ese momento para desarrollar el despegue.
En base a las investigaciones realizadas, podemos resumir que fueron diversas las causas que contribuyeron para la ocurrencia de este accidente. En este orden , podemos enunciar las siguientes:
- Condiciones meteorológicas adversas y viento de cola asociado al fenómeno.

- Gestión errónea de la tripulación al utilizar solo el último tercio de la pista en las condiciones meteorológicas reinantes que prevalecían en ese momento.
- Falla de la administración del aeródromo en determinar y corregir un drenaje deficiente de la pista.
- Ausencia de la Autoridad Aeronáutica , para la vigilancia de la seguridad operacional.
- Desestimación por parte de la tripulación al mando en su conjunto, la forma concatenada en la que se presentaron los factores que intervinieron en este hecho.
- Después de todo el análisis efectuado a las diferentes causas que intervinieron en este accidente, podemos señalar como Factor Causal principal el Factor Humano, por la inadecuada gestión de la tripulación de vuelo al efectuar el despegue en esas condiciones.
- El Factor físico y material, incluye todo lo relacionado con condiciones meteorológicas reinantes, condiciones de la pista y la ausencia de servicios prestados en el aeródromo por la Autoridad Aeronáutica; todos ellos se consideran factores contribuyentes.

## Recomendaciones
La JIAAC, recomendó mejorar el sistema de meteorología del aeropuerto y entrenar a los pilotos para volar en mal tiempo, también se recomendó mejorar los desagües del aeropuerto, ya que los mismos no funcionaban en el momento del accidente.